# 이즈보르스크

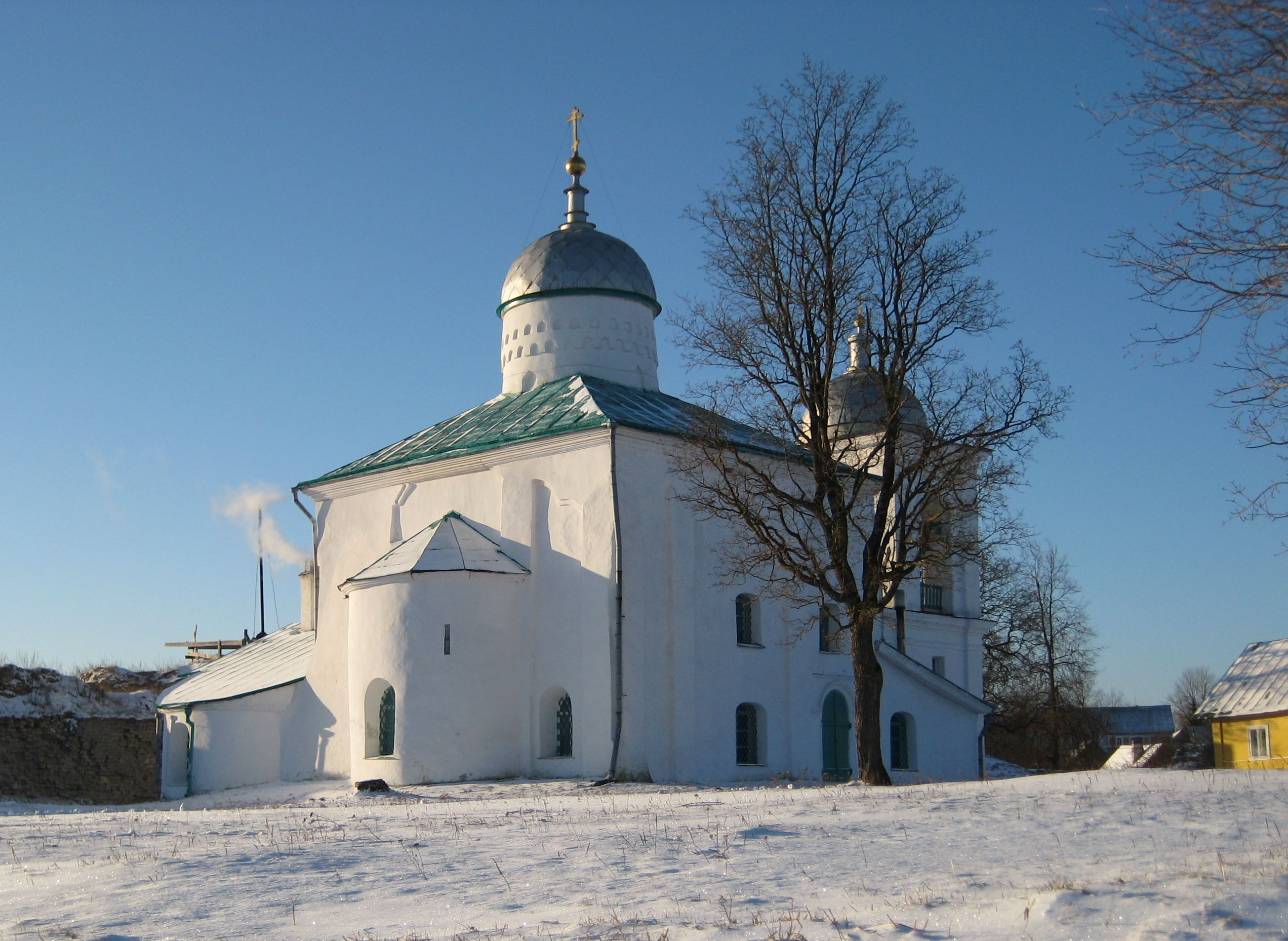

이즈보르스크(러시아어: И́зборск, 에스토니아어: Irboska)는 프스코프 주의 오래된 도시이다. 에스토니아에서 동쪽으로 좀떨어져 있다.